# Evelyn Sanguinetti

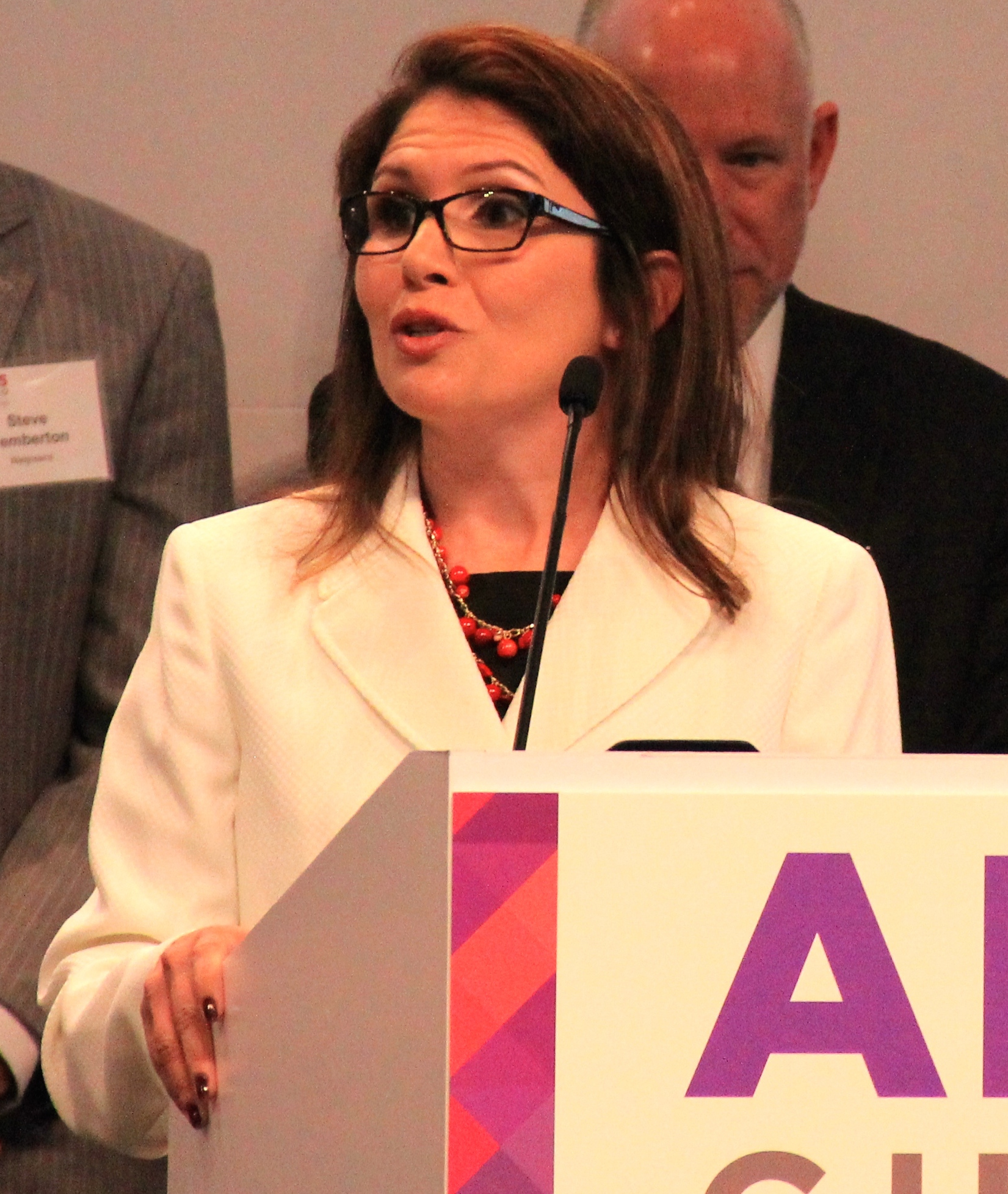
Evelyn Sanguinetti 2015.

Evelyn Pacino Sanguinetti, född 12 november 1970 i Miami i Florida, är en amerikansk republikansk politiker. Hon är Illinois viceguvernör sedan 2015.
Sanguinetti föddes i Miami, Florida till en kubansk mamma och ecuadoriansk pappa.
Sanguinetti avlade juristexamen 1998 vid John Marshall Law School, var sedan verksam som advokat och undervisade i juridik vid juridikskolan där hon hade studerat.
Sanguinetti är den första kvinnan av latinamerikansk härkomst att bli viceguvernör i USA.